# Тартак (Сувальський повіт)
Тартак (пол. Tartak) — село в Польщі, у гміні Сувалки Сувальського повіту Підляського воєводства.
Населення — 103 особи (2011).
У 1975-1998 роках село належало до Сувальського воєводства.

## Демографія
Демографічна структура станом на 31 березня 2011 року:
|          | Загалом | Допрацездатний вік | Працездатний вік | Постпрацездатний вік |
| -------- | ------- | ------------------ | ---------------- | -------------------- |
| Чоловіки | 50      | 17                 | 27               | 6                    |
| Жінки    | 53      | 12                 | 30               | 11                   |
| Разом    | 103     | 29                 | 57               | 17                   |